# Jüdische Gemeinde Burghaun
Die Jüdische Gemeinde in Burghaun, einer Gemeinde im Landkreis Fulda in Osthessen, wurde im Jahr 1541 erstmals überliefert.

## Geschichte

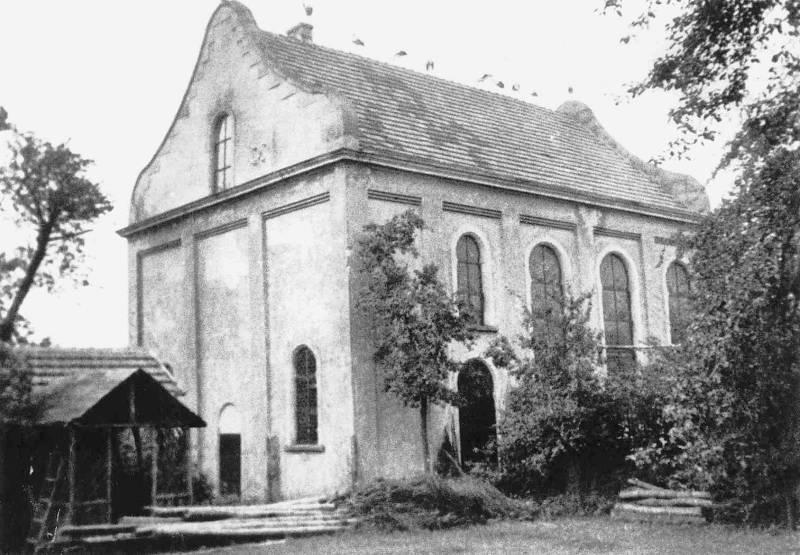
Synagoge in Burghaun (um 1930)

Weitere urkundliche Belege liegen aus dem ausgehenden 16. Jahrhundert vor. Die in Burghaun lebenden Juden bestritten ihren Lebensunterhalt als Händler, vor allem als Viehhändler.
Im Laufe des 19. Jahrhunderts kam es mehrfach zu antijüdischen Ausschreitungen, so im Jahr 1847 im Zusammenhang mit den sogenannten Hungerkrawallen und in den Jahren 1879 bis 1892, als wiederholt Häuser jüdischer Bewohner demoliert wurden. Durch den Zuzug jüdischer Bewohner aus den aufgelösten jüdischen Umlandgemeinden wuchs die orthodox ausgerichtete jüdische Gemeinde in Burghaun bis zum Ende des 19. Jahrhunderts so stark an, dass das bestehende Gotteshaus nicht mehr ausreichend Platz bot. Deshalb wurde die alte Fachwerksynagoge im Jahr 1910 durch einen Neubau ersetzt. Ebenfalls in dieser Zeit entstand eine neue Mikwe.
Die Belegung des jüdischen Friedhofs in Burghaun reicht bis in das Jahr 1690 zurück. Er war ein Jüdischer Verbandsfriedhof für die jüdische Bevölkerung des weiteren Umlandes, z. B. für die Orte Hünfeld, Mackenzell, Rothenkirchen und Steinbach.
Die jüdische Gemeinde Burghaun gehörte zum Bezirksrabbinat Fulda.

## Jüdische Elementarschule
In den 1850er Jahren nahm die jüdische Elementarschule in Burghaun ihren Lehrbetrieb auf. Im Jahr 1908 wurde ein neues Schulhaus in der Renngasse 12 (später Ringstraße) errichtet. Im Gebäude war auch eine Lehrerwohnung vorhanden. Der inzwischen abgerissene Bau war ein eingeschossiges, teilweise verputztes Fachwerkhaus mit Zwerchgiebel. Laut Urkataster von 1860 stand an dieser Stelle die alte Synagoge.
Der Lehrer Hermann Strauß übte von 1850 bis 1892 das Amt eines Elementar- und Religionslehrers sowie des Kantors in der jüdischen Gemeinde Burghaun aus.
Im Jahr 1933 wurde die jüdische Elementarschule in Burghaun von den Nationalsozialisten geschlossen.

## Zeit des Nationalsozialismus

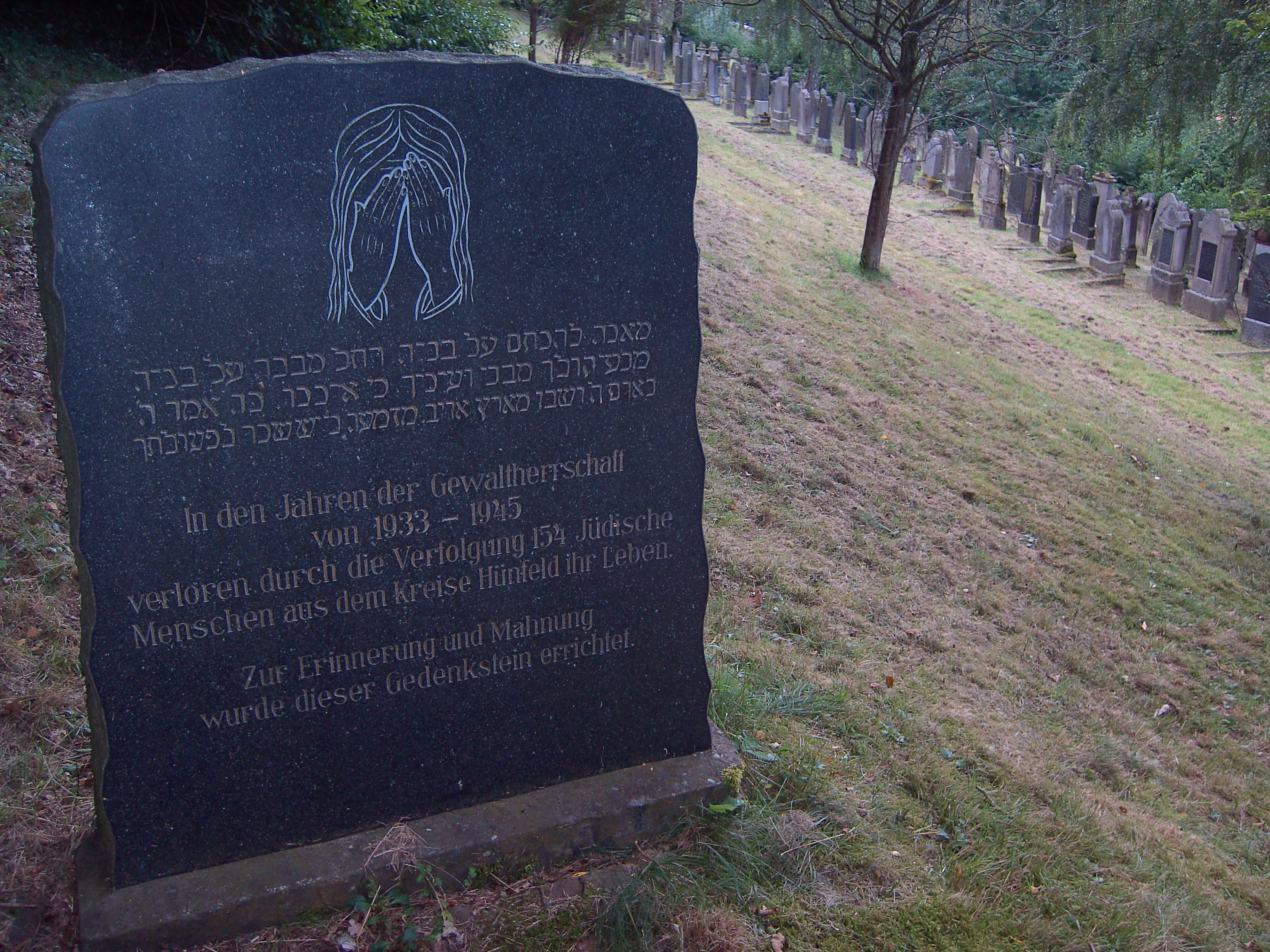
Gedenkstein auf dem jüdischen Friedhof in Burghaun

Die letzten jüdischen Bewohner Burghauns wurden im September 1942 über Kassel ins KZ Theresienstadt deportiert. Bereits Ende 1941 wurden auch Juden aus Burghaun in das Ghetto Riga verschleppt. Im September 1942 wurde Burghaun als letzter Ort im Kreis Hünfeld als „judenfrei“ gemeldet.
Nach Angaben des Gedenkbuch – Opfer der Verfolgung der Juden unter der nationalsozialistischen Gewaltherrschaft 1933–1945 sind circa 90 aus Burghaun stammende bzw. längere Zeit hier ansässig gewesene Juden Opfer der NS-Verfolgung geworden.